# Rostugn
Rostugn är en ugn som användes för rostning av malm vid en masugn. Rostningen gjordes för att avlägsna fukt och göra malmen sprödare.  I äldre tid ägde rostning av malm ofta rum i en grop i en backsluttning. Från mitten av 1800-talet infördes höga murade rostugnar för rostning av malm vid masugnar. Metoden med rostning i rostugn ersattes av sinterverk under första halvan av 1900-talet. 
En rostugn kan vara schaktugn, etageugn eller flamugn. Det vanligaste typen i Sverige är en hög schaktugn benämnd Westmans rostugn. Den konstruerades av Ernst Westman. Konstruktionen vidareutvecklades av Gustaf Gröndal.
Malmen spelas upp till toppen av rostugnen med hjälp av en malmhund. Där tippas malmen automatiskt ner i ugnen. Rostugnen eldas med masugnsgas (förbränningsgaser i masugnen) som hettar upp malmen under lufttillträde. Därvid oxideras dess magnetit från Fe3O4 till Fe2O3. Den senare är mer lättreducerad. Rostningen driver ut fukt ur malmen. Svavel (och eventuell arsenik och zink) förbränns i viss mån. 
Masugnsgasen fördes via ett rör från masugnen till ringtrumman runt rostugnens nedre del och därifrån via gasgluggarna in i gaskanaler i ugnens väggar. Spettgluggarna där ovanför användes om malmen packade sig för hårt längs ugnsväggarna. Då måste ugnsskötaren klättra upp på en stege och via gluggarna med ett spett röra om i malmen. Den rostade malmen togs ut genom uttagsgluggarna nedtill i rostugnen. Därefter sker transport av den rostade malmen till masugnen.
Rostugnarna ersattes med sinterverk i svenska masugnar under första delen av 1900-talet. Sinterverken ersattes senare av pelletsverk, som än i dag används i Sverige.

## Fotogalleri

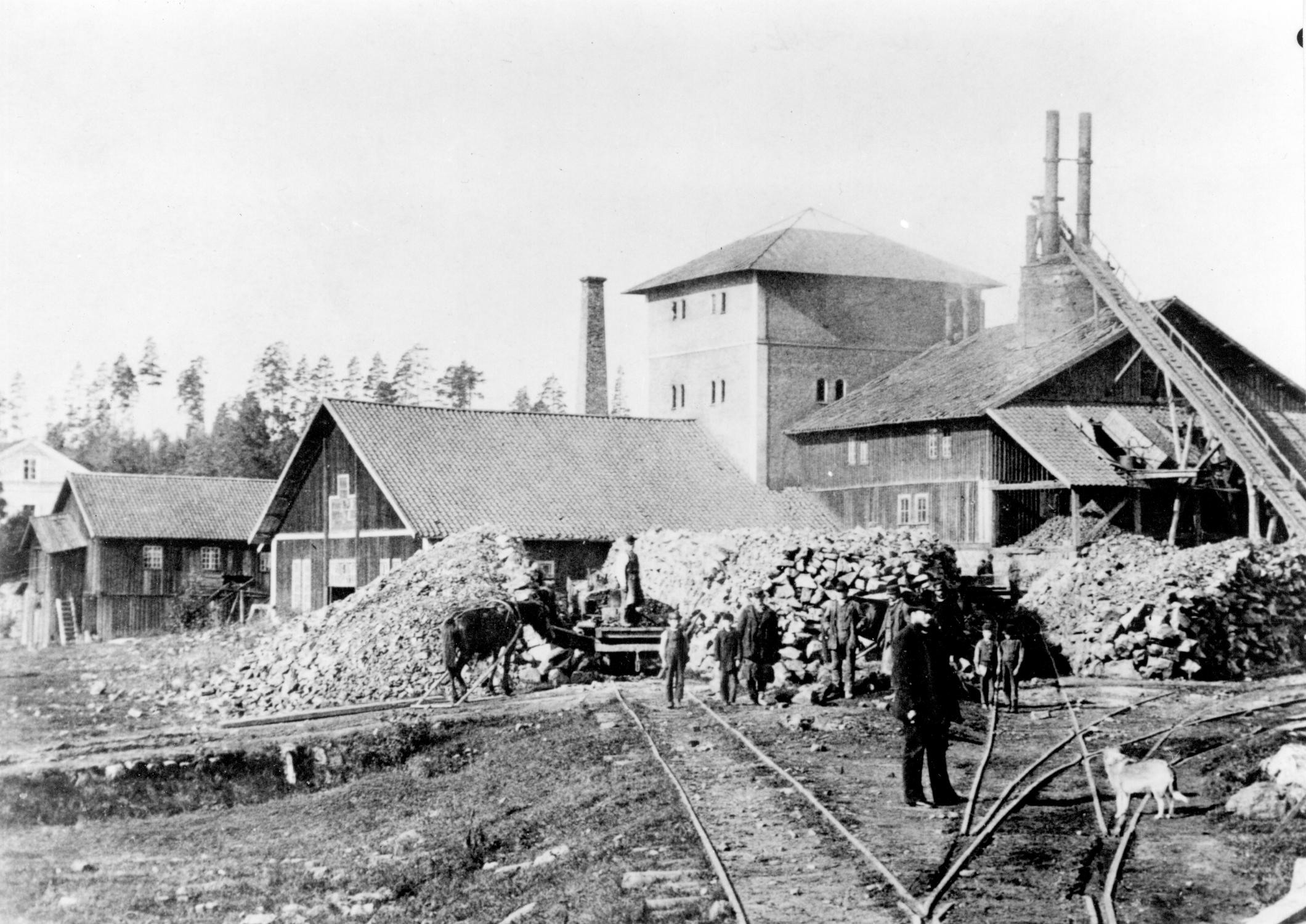
Trummelsbergs bruk omkring år 1900, masugnen i mitten och en Ernst Westmans rostugn till höger.
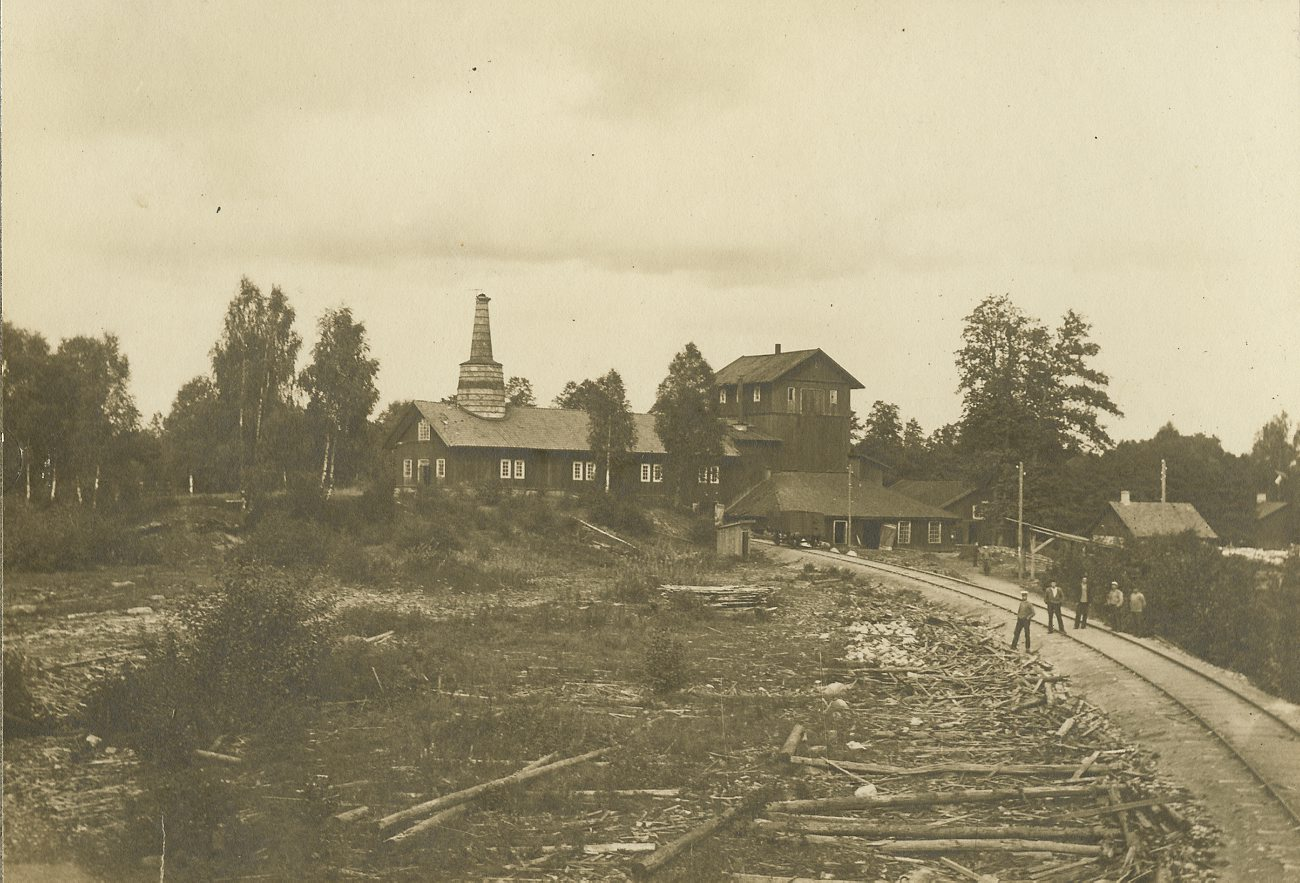
Masugnen vid Åryd, Växjö kommun, omkring år 1900, rostugnen till vänster.
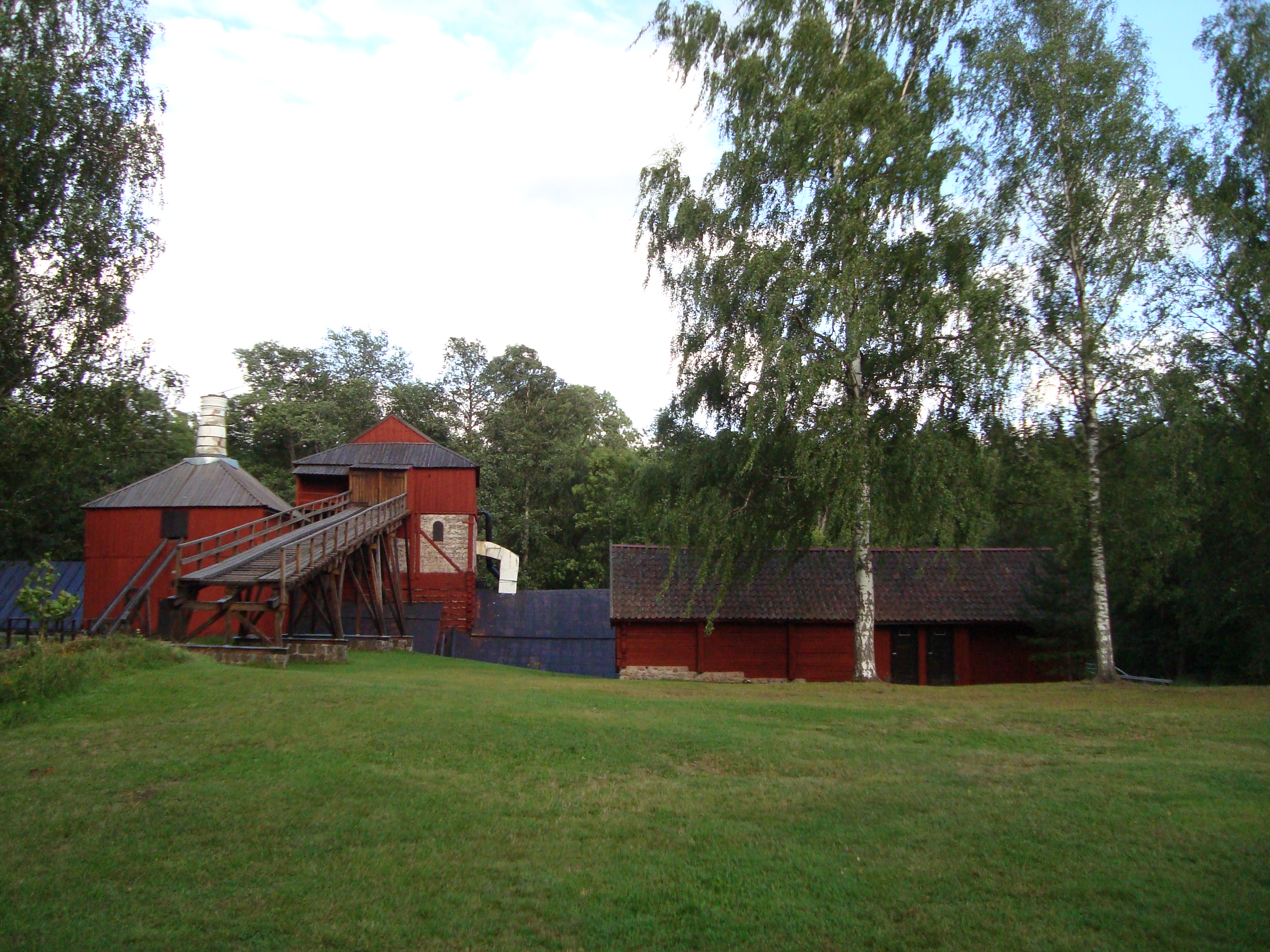
Engelsbergs bruk, rostugnen till vänster.
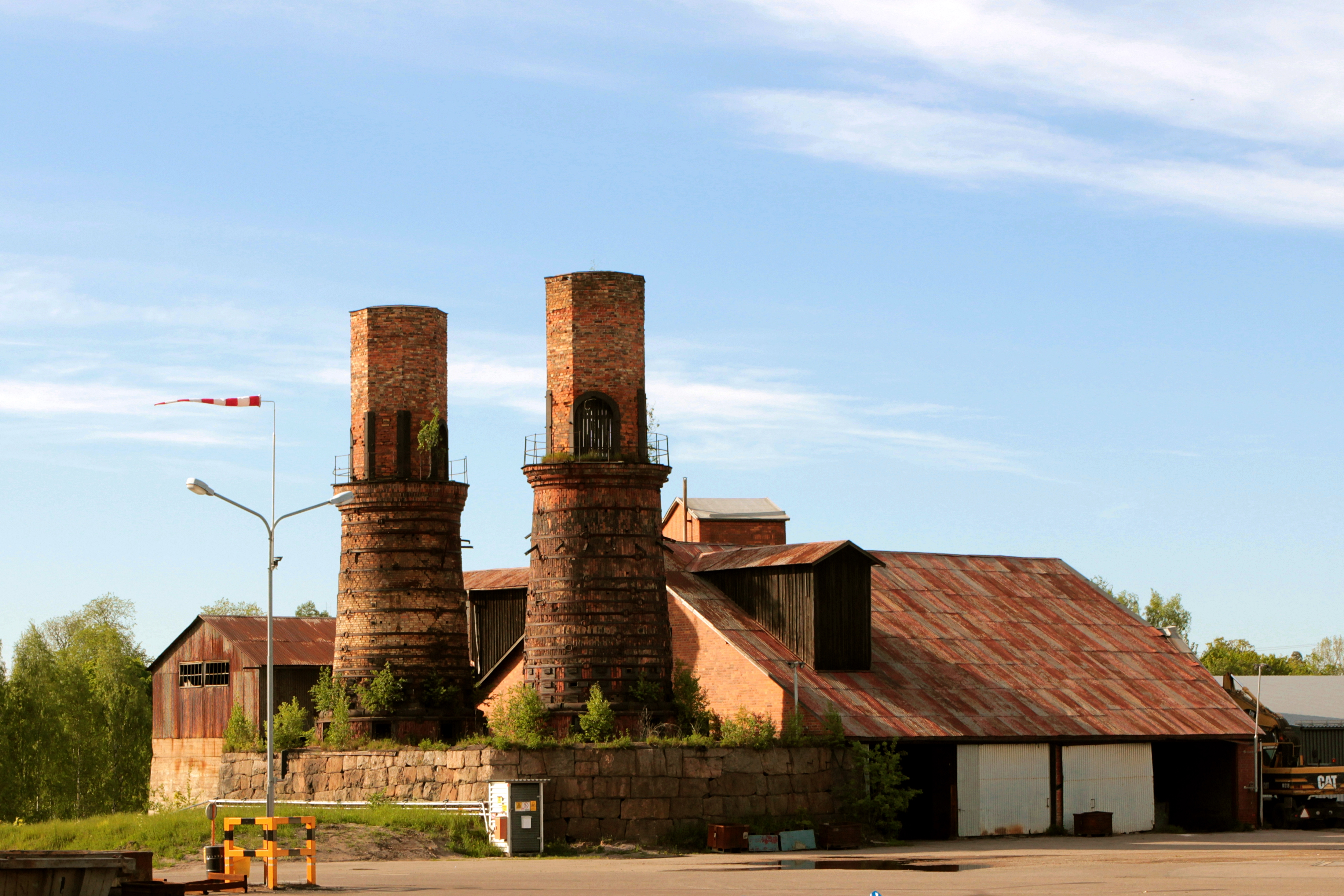
I Söderfors bruk finns två bevarade rostugnar konstruerade av Ernst Westman.